# Michael-Addition
Die Michael-Addition ist eine Namensreaktion in der organischen Chemie. Benannt wurde die Reaktion nach dem amerikanischen Chemiker Arthur Michael (1853–1942), der darüber zuerst 1887 veröffentlichte. Sie wird oft zur Knüpfung von Kohlenstoff-Kohlenstoff-Einfachbindungen eingesetzt, ist aber nicht darauf beschränkt. Es lassen sich beispielsweise auch Kohlenstoff-Schwefel-, Kohlenstoff-Sauerstoff- oder Kohlenstoff-Stickstoff-Bindungen knüpfen.

## Übersichtsreaktion
Es handelt sich um eine Addition an eine α,β-ungesättigte Carbonylverbindung (Michael-Akzeptor), z. B. in α,β-ungesättigten Aldehyden, Ketonen, Estern oder Carbonsäureamiden. An α,β-ungesättigten Nitrilen – z. B. Acrylnitril – kann ebenfalls eine Michael-Addition erfolgen.
Das angreifende Agenz (Michael-Donator) muss nukleophil und nach dem HSAB-Konzept relativ weich sein. Geeignete Verbindungen, die addiert werden können, sind Carbanionen, d. h. durch Zugabe einer Base in α-Stellung deprotonierte  Carbonylverbindungen. Im folgenden Beispiel ist die neu gebildete C-C-Bindung rot markiert: 
Als Nucleophile können z. B. auch organische Kupferverbindungen, Amine, Thiole, Phenolat-Ionen oder Cyanid aus Blausäure verwendet werden. Früher führte man die Michael-Addition ausschließlich in einem protischen Lösungsmittel (wie Alkohol) durch und setzte als Base die entsprechenden Alkoholate ein. Durch den Übergang zu aprotischem Lösungsmittel (Beispiel: wasserfreies THF) und sterisch gehinderter und nicht-nucleophiler Base (Beispiel: LDA) wurde das Anwendungsspektrum für die Michael-Addition deutlich erweitert.

## Reaktionsmechanismus
Im ersten Schritt wird der Michael-Donator (hier: ein Ester)  durch eine Base (hier: Hydroxidion) deprotoniert und es entsteht dabei Wasser. Im weiteren Verlauf reagiert das entstandene Anion mit dem Michael-Akzeptor (hier: ein α,β-ungesättigtes Keton). Anschließend bildet sich dann durch Protonierung und Tautomerisierung das Michael-Addukt.
Im Falle von protischen Lösungsmitteln wird das als Primärprodukt erhaltene Enolation protoniert und eine Weiterreaktion gestoppt. Führt man jedoch die Michael-Addition in einem aprotischen Medium durch, so kann das Enolation zu weiteren Reaktionen führen. Dies kann man recht gut ausnutzen, indem man dem, bei der Michael-Reaktion entstehenden Enolation, einen weiteren und jetzt intramolekularen Michael-Akzeptor zur Verfügung stellt. Auf diese Weise ist z. B. durch die Umsetzung eines Dienolations von Cyclohexadien-Derivaten mit Acrylsäureestern die Darstellung eines komplexen Bicyclo[2.2.2]octan-Ringsystems leicht möglich. Strukturen dieses Typs sind als Ausgangsverbindung für die Synthese von komplexen Terpenen im Rahmen von Naturstoffsynthesen von Bedeutung.
Die Michael-Addition ist eine wichtige Reaktion bei der Gruppentransfer-Polymerisation (GTP).

## Enantioselektive Michael-Addition
Zahlreiche enantioselektive Ausführungsformen der Michael-Addition sind bekannt, dazu zählen u. a. folgende Reaktionen:
- Addition von Ketonen oder Aldehyden an Nitroalkene oder Enone
- Addition von Malonestern an Nitroalkene oder Enone
- Addition von Diethylzink an Nitroalkene oder Enone
- Addition von N-Heterocyclen oder Aldehyden an Nitroalkene oder Enone
- Addition von α-Hydroxyketonen oder Aldehyden an Nitroalkene oder Enone
- Addition von Arylborsäuren

## Technische Anwendung
Die Addition von Methylmercaptan (Methanthiol) an die Kohlenstoff-Kohlenstoff-Doppelbindung von Acrolein führt zu Methylmercaptopropionaldehyd (MMP), einem Zwischenprodukt für die ökonomisch bedeutende Produktion von DL-Methionin, dessen Hydroxyanalogon (Aminogruppe des Methionins durch Hydroxygruppe ersetzt) sowie deren Salzen (vor allem Natrium- und Calciumsalzen). Von diesen Futtermittelzusatzstoffen werden mehrere 100.000 t pro Jahr hergestellt.